# Marele Premiu al Spaniei din 2024
Marele Premiu al Spaniei din 2024 (cunoscut oficial ca Formula 1 Aramco Gran Premio de España 2024) a fost o cursă auto de Formula 1 ce s-a desfășurat pe 23 iunie 2024 pe Circuitul Catalunya din Montmeló, Spania. Cursa a fost cea de-a zecea etapă a Campionatului Mondial de Formula 1 FIA din 2024.
Max Verstappen de la Red Bull Racing a obținut victoria în fața lui Lando Norris de la McLaren, care s-a apropiat de Verstappen în ultimele momente ale cursei. Lewis Hamilton de la Mercedes a ocupat locul al treilea, ocupând primul său loc pe podium din acest sezon.

## Context
Furnizorul de anvelope Pirelli a adus compușii de anvelope C1, C2 și C3 (denumiți duri, medii și, respectiv, moi) pentru ca echipele să le folosească la eveniment.
Sergio Pérez de la Red Bull Racing a primit o penalizare de trei locuri pe grila de start pentru că nu a părăsit pista după ce a suferit probleme mecanice serioase în cursa precedentă.

## Calificări
Calificările au avut loc pe 22 iunie 2024, începând cu ora locală 16:00 CEST (UTC+2), ora 17:00 EEST.
| Poz.                  | Nr. | Pilot            | Constructor                  | Timpi calificări | Timpi calificări | Timpi calificări | Grila finală |
| Poz.                  | Nr. | Pilot            | Constructor                  | Q1               | Q2               | Q3               | Grila finală |
| --------------------- | --- | ---------------- | ---------------------------- | ---------------- | ---------------- | ---------------- | ------------ |
| 1                     | 4   | Lando Norris     | McLaren-Mercedes             | 1:12,386         | 1:11,872         | 1:11,383         | 1            |
| 2                     | 1   | Max Verstappen   | Red Bull Racing-Honda RBPT   | 1:12,306         | 1:11,653         | 1:11,403         | 2            |
| 3                     | 44  | Lewis Hamilton   | Mercedes                     | 1:12,143         | 1:11,792         | 1:11,701         | 3            |
| 4                     | 63  | George Russell   | Mercedes                     | 1:12,456         | 1:11,812         | 1:11,703         | 4            |
| 5                     | 16  | Charles Leclerc  | Ferrari                      | 1:12,257         | 1:12,038         | 1:11,731         | 5            |
| 6                     | 55  | Carlos Sainz Jr. | Ferrari                      | 1:12,403         | 1:11,874         | 1:11,736         | 6            |
| 7                     | 10  | Pierre Gasly     | Alpine-Renault               | 1:12,651         | 1:12,079         | 1:11,857         | 7            |
| 8                     | 11  | Sergio Pérez     | Red Bull Racing-Honda RBPT   | 1:12,477         | 1:12,054         | 1:12,061         | 11           |
| 9                     | 31  | Esteban Ocon     | Alpine-Renault               | 1:12,691         | 1:12,109         | 1:12,125         | 8            |
| 10                    | 81  | Oscar Piastri    | McLaren-Mercedes             | 1:12,460         | 1:12,011         | Fără timp        | 9            |
| 11                    | 14  | Fernando Alonso  | Aston Martin Aramco-Mercedes | 1:12,505         | 1:12,128         | N/A              | 10           |
| 12                    | 77  | Valtteri Bottas  | Kick Sauber-Ferrari          | 1:12,758         | 1:12,227         | N/A              | 12           |
| 13                    | 27  | Nico Hülkenberg  | Haas-Ferrari                 | 1:12,708         | 1:12,310         | N/A              | 13           |
| 14                    | 18  | Lance Stroll     | Aston Martin Aramco-Mercedes | 1:12,881         | 1:12,372         | N/A              | 14           |
| 15                    | 24  | Zhou Guanyu      | Kick Sauber-Ferrari          | 1:12,880         | 1:12,738         | N/A              | 15           |
| 16                    | 20  | Kevin Magnussen  | Haas-Ferrari                 | 1:12,937         | N/A              | N/A              | 16           |
| 17                    | 22  | Yuki Tsunoda     | RB-Honda RBPT                | 1:12,985         | N/A              | N/A              | 17           |
| 18                    | 3   | Daniel Ricciardo | RB-Honda RBPT                | 1:13,075         | N/A              | N/A              | 18           |
| 19                    | 23  | Alexander Albon  | Williams-Mercedes            | 1:13,153         | N/A              | N/A              | LB           |
| 20                    | 2   | Logan Sargeant   | Williams-Mercedes            | 1:13,509         | N/A              | N/A              | 19           |
| Regula 107%: 1:17,193 |     |                  |                              |                  |                  |                  |              |
| Sursa:                |     |                  |                              |                  |                  |                  |              |

Note
- ^1 – Sergio Pérez a primit o penalizare de trei locuri pe grila de start pentru că nu a părăsit pista după ce a suferit probleme mecanice serioase în cursa precedentă.[3]
- ^2 – Alexander Albon s-a calificat pe locul 19, dar a fost nevoit să înceapă cursa de la boxe din cauza modificărilor aduse unității de putere în condiții de parc fermé.[5]
- ^3 – Logan Sargeant a primit o penalizare de trei locuri pe grila de start pentru că l-a încurcat pe Lance Stroll în Q1. El a câștigat o poziție deoarece Alexander Albon a început cursa de la boxe.[5][6]

## Cursa
Cursa a avut loc pe 23 iunie 2024, începând cu ora locală 15:00 CEST (UTC+2), ora 16:00 EEST, și a durat 66 de tururi.
| Poz.                                                                     | Nr. | Pilot            | Constructor                  | Tururi | Timp/Abandon | Grilă | Puncte |
| ------------------------------------------------------------------------ | --- | ---------------- | ---------------------------- | ------ | ------------ | ----- | ------ |
| 1                                                                        | 1   | Max Verstappen   | Red Bull Racing-Honda RBPT   | 66     | 1:28:20,227  | 2     | 25     |
| 2                                                                        | 4   | Lando Norris     | McLaren-Mercedes             | 66     | +2,219       | 1     | 19     |
| 3                                                                        | 44  | Lewis Hamilton   | Mercedes                     | 66     | +17,790      | 3     | 15     |
| 4                                                                        | 63  | George Russell   | Mercedes                     | 66     | +22,320      | 4     | 12     |
| 5                                                                        | 16  | Charles Leclerc  | Ferrari                      | 66     | +22,709      | 5     | 10     |
| 6                                                                        | 55  | Carlos Sainz Jr. | Ferrari                      | 66     | +31,028      | 6     | 8      |
| 7                                                                        | 81  | Oscar Piastri    | McLaren-Mercedes             | 66     | +33,760      | 9     | 6      |
| 8                                                                        | 11  | Sergio Pérez     | Red Bull Racing-Honda RBPT   | 66     | +59,524      | 11    | 4      |
| 9                                                                        | 10  | Pierre Gasly     | Alpine-Renault               | 66     | +1:02,025    | 7     | 2      |
| 10                                                                       | 31  | Esteban Ocon     | Alpine-Renault               | 66     | +1:11,889    | 8     | 1      |
| 11                                                                       | 27  | Nico Hülkenberg  | Haas-Ferrari                 | 66     | +1:19,215    | 13    |        |
| 12                                                                       | 14  | Fernando Alonso  | Aston Martin Aramco-Mercedes | 65     | +1 tur       | 10    |        |
| 13                                                                       | 24  | Zhou Guanyu      | Kick Sauber-Ferrari          | 65     | +1 tur       | 15    |        |
| 14                                                                       | 18  | Lance Stroll     | Aston Martin Aramco-Mercedes | 65     | +1 tur       | 14    |        |
| 15                                                                       | 3   | Daniel Ricciardo | RB-Honda RBPT                | 65     | +1 tur       | 18    |        |
| 16                                                                       | 77  | Valtteri Bottas  | Kick Sauber-Ferrari          | 65     | +1 tur       | 12    |        |
| 17                                                                       | 20  | Kevin Magnussen  | Haas-Ferrari                 | 65     | +1 tur       | 16    |        |
| 18                                                                       | 23  | Alexander Albon  | Williams-Mercedes            | 65     | +1 tur       | LB    |        |
| 19                                                                       | 22  | Yuki Tsunoda     | RB-Honda RBPT                | 65     | +1 tur       | 17    |        |
| 20                                                                       | 2   | Logan Sargeant   | Williams-Mercedes            | 64     | +2 tururi    | 19    |        |
| Cel mai rapid tur: Lando Norris (McLaren-Mercedes) – 1:17,115 (turul 51) |     |                  |                              |        |              |       |        |
| Sursa:                                                                   |     |                  |                              |        |              |       |        |

Note
- ^1 – Include un punct pentru cel mai rapid tur.[8]
- ^2 – Nico Hülkenberg și Yuki Tsunoda au primit amândoi o penalizare de timp de cinci secunde pentru depășirea vitezei maxime admise pe linia boxelor. Pozițiile lor finale nu au fost afectate de penalizări.[7]

## Clasamentele campionatelor după cursă
|        | Poz. | Pilot            | Pct. |
| ------ | ---- | ---------------- | ---- |
|        | 1    | Max Verstappen   | 219  |
| 1      | 2    | Lando Norris     | 150  |
| 1      | 3    | Charles Leclerc  | 148  |
|        | 4    | Carlos Sainz Jr. | 116  |
|        | 5    | Sergio Pérez     | 111  |
| Sursa: |      |                  |      |

|        | Poz. | Constructor                  | Pct. |
| ------ | ---- | ---------------------------- | ---- |
|        | 1    | Red Bull Racing-Honda RBPT   | 330  |
|        | 2    | Ferrari                      | 270  |
|        | 3    | McLaren-Mercedes             | 237  |
|        | 4    | Mercedes                     | 151  |
|        | 5    | Aston Martin Aramco-Mercedes | 58   |
| Sursa: |      |                              |      |

- Notă: Doar primele cinci locuri sunt prezentate în ambele clasamente.